# Меленки
Меленки (рус. Меленки) град је у Русији у Владимирској области. Према попису становништва из 2010. у граду је живело 15206 становника.

## Становништво
| 1939.  | 1959.  | 1970.  | 1979.  | 1989.  | 2002.  | 2010.  |
| ------ | ------ | ------ | ------ | ------ | ------ | ------ |
| 15.640 | 17.462 | 18.545 | 18.080 | 18.340 | 16.344 | 15.206 |